# Tour der irischen Rugby-Union-Nationalmannschaft nach Südamerika 1952
| Tour der Iren nach Südamerika 1952 | Tour der Iren nach Südamerika 1952 | Tour der Iren nach Südamerika 1952 | Tour der Iren nach Südamerika 1952 | Tour der Iren nach Südamerika 1952 |
| Übersicht                          | S                                  | G                                  | U                                  | N                                  |
| ---------------------------------- | ---------------------------------- | ---------------------------------- | ---------------------------------- | ---------------------------------- |
| Sonstige Spiele                    | 9                                  | 6                                  | 2                                  | 1                                  |
| Gesamt                             | 9                                  | 6                                  | 2                                  | 1                                  |

Die Tour der irischen Rugby-Union-Nationalmannschaft nach Südamerika 1952 umfasste eine Reihe von Freundschaftsspielen der irischen Rugby-Union-Nationalmannschaft. Sie reiste im August und September 1952 durch Argentinien und Chile, wobei sie während dieser Zeit neun Spiele bestritt. Darunter waren Begegnungen mit der chilenischen und der argentinischen Nationalmannschaft, die jedoch nicht den Status von Test Matches hatten. Die Iren gewannen sechs Partien, spielten zweimal unentschieden und mussten eine Niederlage hinnehmen.
Mit Ausnahme einer privat organisierten Kanada-Tour im Jahr 1899 waren irische Nationalspieler jahrzehntelang nur dann nach Übersee gereist, wenn sie von den British Lions aufgeboten wurden. Dies änderte sich 1952 mit der ersten von der Irish Rugby Football Union organisierten Tour nach Südamerika. Ihre Durchführung erschien zunächst unsicher. Kurz nach der Abreise der Nationalmannschaft verstarb Eva Perón, worauf in Argentinien Staatstrauer herrschte. Alle dort vorgesehenen Spiele konnten dennoch stattfinden.

## Spielplan

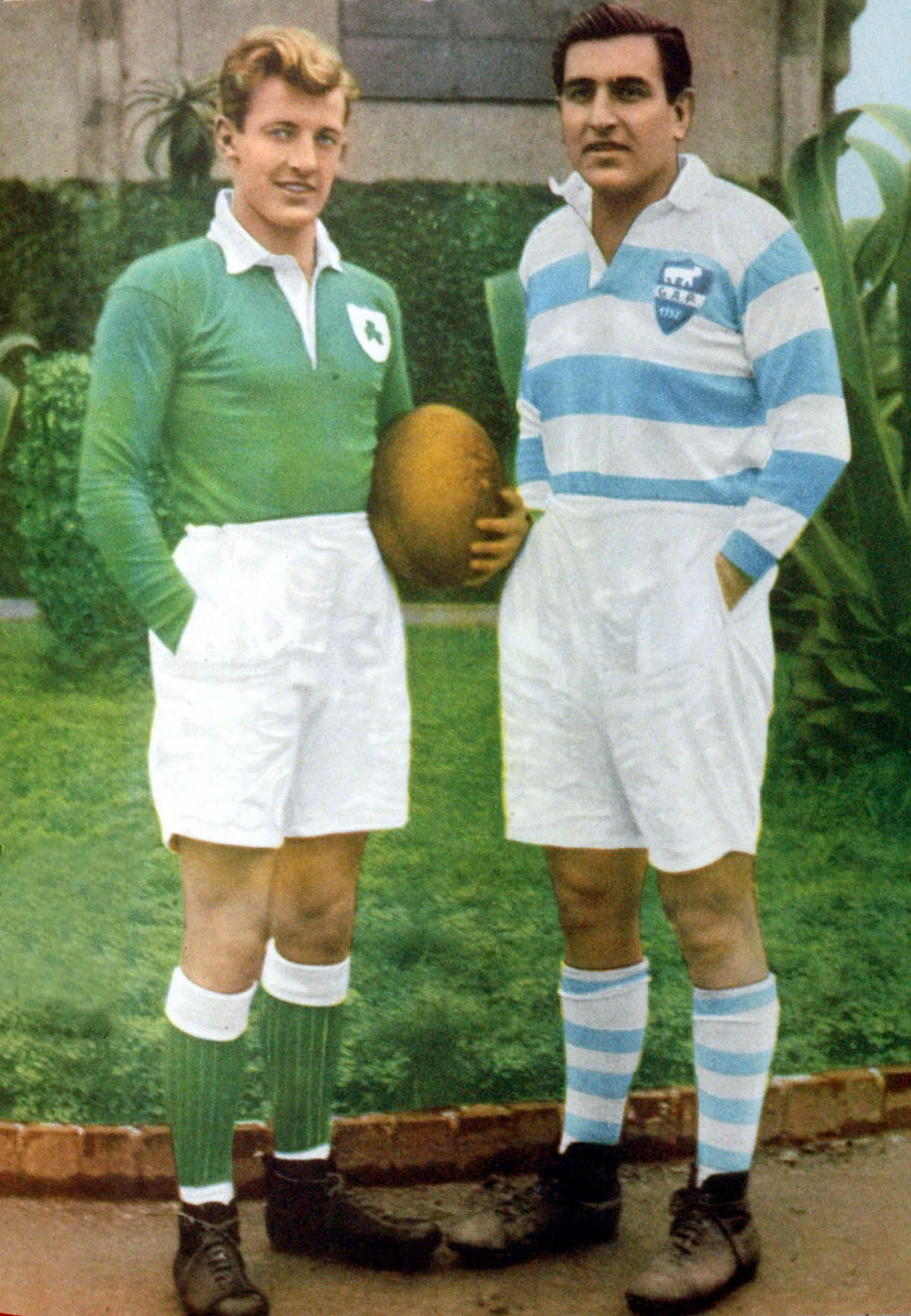
W. J. Hewitt und Miguel Angel Sarandón posieren während der Argentinien-Tour

- Hintergrundfarbe grün = Sieg
- Hintergrundfarbe gelb = Unentschieden
- Hintergrundfarbe rot = Niederlage

(Ergebnisse aus der Sicht Irlands)
| # | Datum              | Gegner                             | Ort               | Stadion        | Ergebnis |
| - | ------------------ | ---------------------------------- | ----------------- | -------------- | -------- |
| 1 | 09. August 1952    | Chile                              | Santiago de Chile | Stade Français | 30:0     |
| 2 | 12. August 1952    | Capital                            | Buenos Aires      | Estadio GEBA   | 12:6     |
| 3 | 15. August 1952    | Club Pucará                        | Buenos Aires      | Estadio GEBA   | 6:11     |
| 4 | 17. August 1952    | Provincia                          | Buenos Aires      | Estadio GEBA   | 6:6      |
| 5 | 21. August 1952    | Argentinien A                      | Buenos Aires      | Estadio GEBA   | 19:3     |
| 6 | 24. August 1952    | Argentinien                        | Buenos Aires      | Estadio GEBA   | 3:3      |
| 7 | 28. August 1952    | Combinado Clubes                   | Buenos Aires      | Estadio GEBA   | 25:3     |
| 8 | 31. August 1952    | Argentinien                        | Buenos Aires      | Estadio GEBA   | 6:0      |
| 9 | 03. September 1952 | Club Universitario de Buenos Aires | Buenos Aires      | Estadio GEBA   | 19:11    |